# Avant-Garde Caennaise
Avant-Garde Caennaise (AG Caen) is een Franse amateurvoetbalclub uit Caen, die deel uitmaakt van een grotere omnisportclub.
De club werd opgericht in 1902 en nam een jaar later de huidige naam aan. Aanvankelijk was de club enkel actief in gymnastiek. In 1906 kreeg de club ook een voetbal- en veldloopafdeling. Na de Eerste Wereldoorlog kreeg de club ook een atletiekafdeling. 
De voetbalafdeling speelt in 2023/24 in de National 3, de vijfde klasse.